# 1. divisjon i fotboll för damer
1. divisjon är Norges nästa högsta division i damfotboll. Tidigare handlade det om regionala serier, men från 2001 omfattar serien hela Norge.